# 4257 Ubasti
4257 Ubasti este un asteroid din grupul Apollo, descoperit pe 23 august 1987 de Jean Mueller.